# Medinilla cummingii
Medinilla cummingii är en tvåhjärtbladig växtart som beskrevs av Charles Victor Naudin. Medinilla cummingii ingår i släktet Medinilla och familjen Melastomataceae. Inga underarter finns listade i Catalogue of Life.

## Bildgalleri

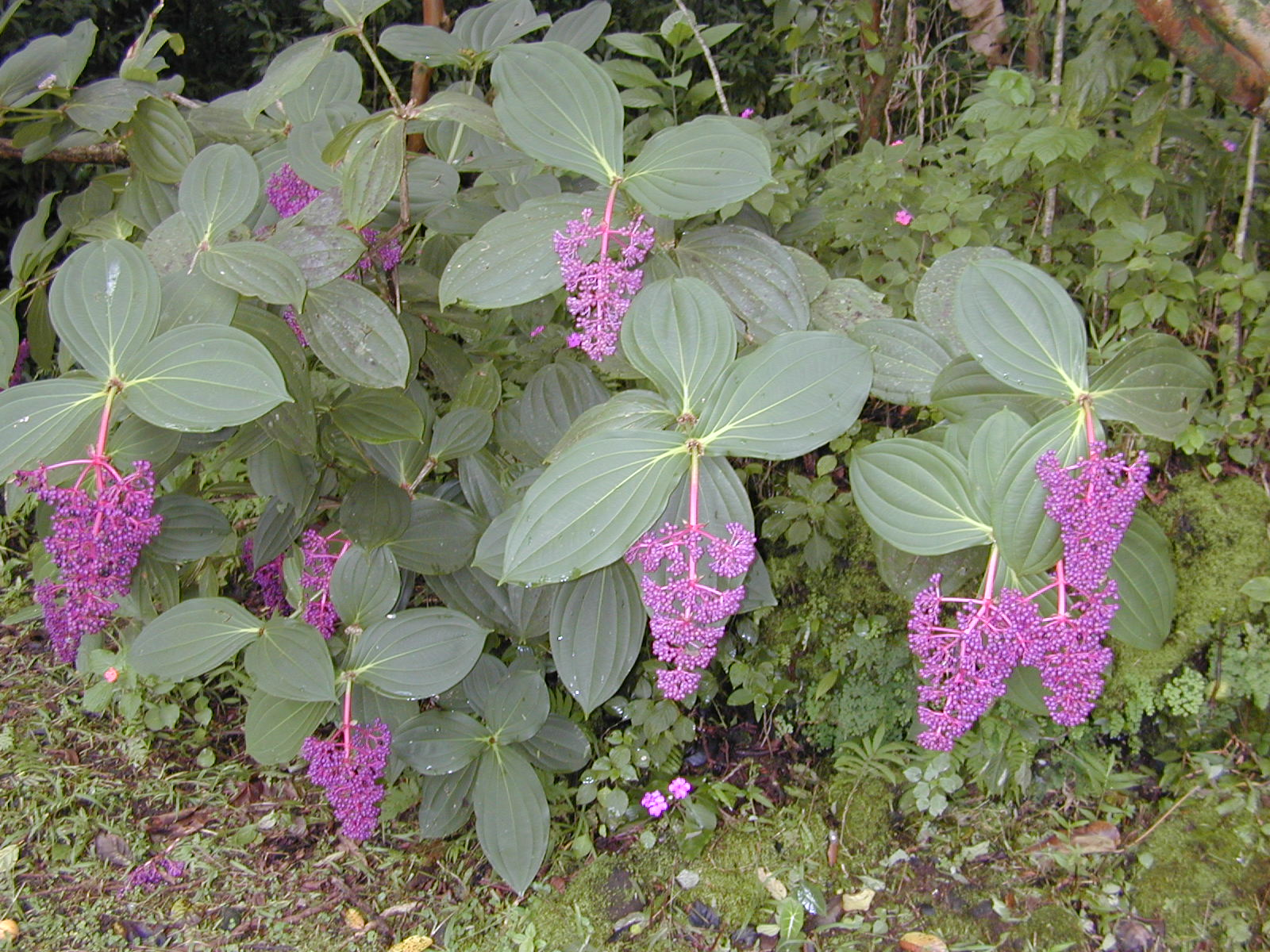
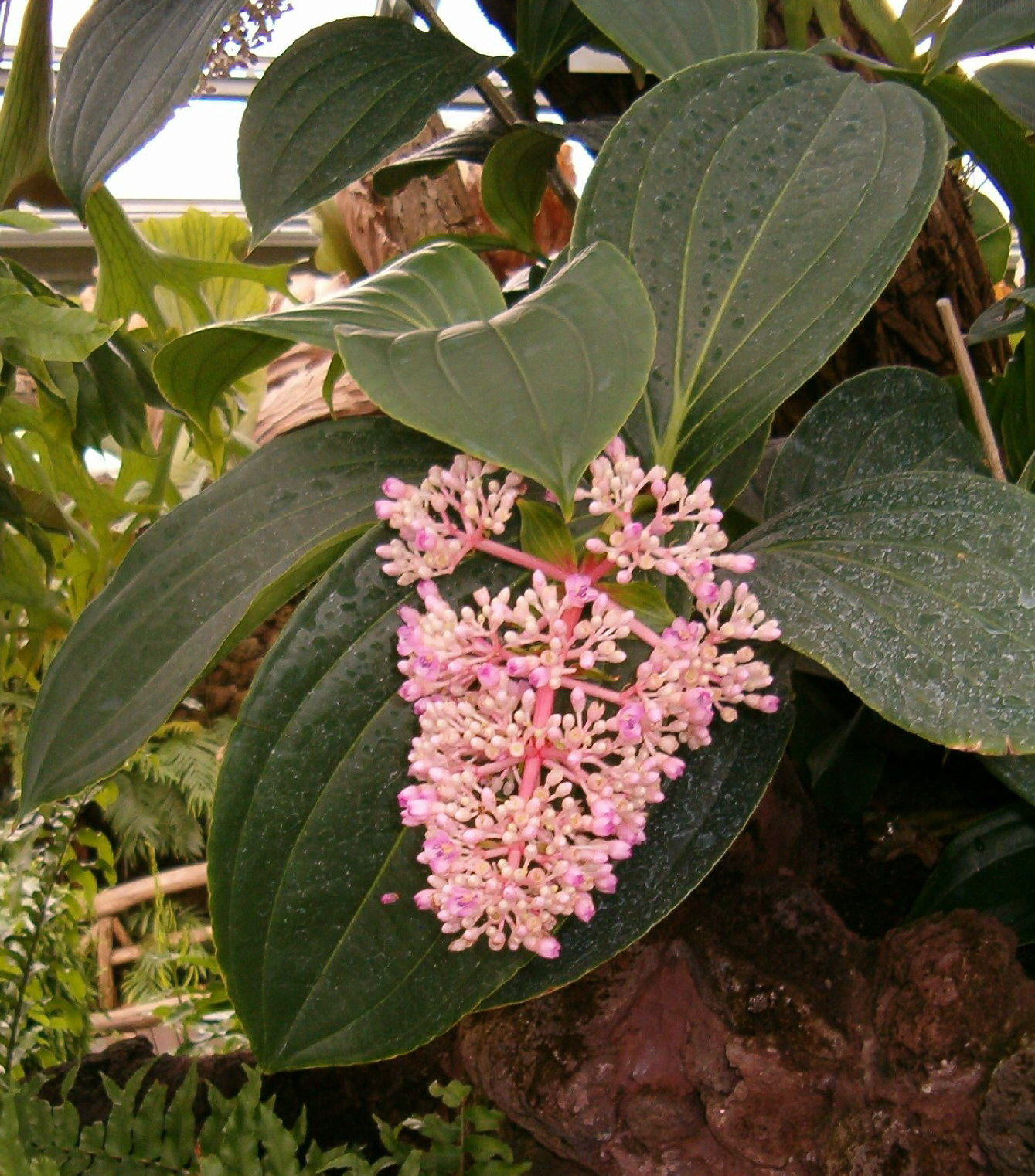